# ابن أبي محلي
ابن أبي مَحَلِّي (967 - 1022 ه‍ـ / 1560 - 1613 م) هو أبو العباس أحمد بن عبد الله السجلماسي العباسي الفلالي، ثائر متصوف، ولد بسجلماسة، كان من قادة الجيش زمن المولى زيدان، ادعى أنه المهدي المنتظر فكثر أتباعه وتمرد ودخل العاصمة مراكش. من آثاره كتاب «الإصليت»

## نسبه
««قال صاحب البستان أبو محلي هذا اسمه أحمد بن عبد الله وينتسب إلى بني العباس ويعرفون في سجلماسة
بأولاد ابن اليسع أهل زاوية القاضي انتهى.»»
ينحدر أبو محلي من أسرة معربة من أصل مغراوي ولمتوني. رفع أبو محلي نسبه في كتابه إصليت الخريت في قطع بلعوم العفريت النفريت إلى العباسيين بزاوية القاضي وعمود نسبه: ««أحمد بن عبد الله بن محمد بن عبد الله بن محمد القاضي بن أبي عبد الله محمد بن أبي البركات بن مسعود بن عمروا بن أبي بكر بن عمرو بن محمد بن اليسع بن أبو محلي بن عكاشة بن أحمد بن المأمون بن هارون الرشيد بن المهدي بن أبو جعفر المنصور بن محمد بن علي بن عبد الله بن العباس رضي الله عنهما.»»

## طفولته وطلبه للعلم

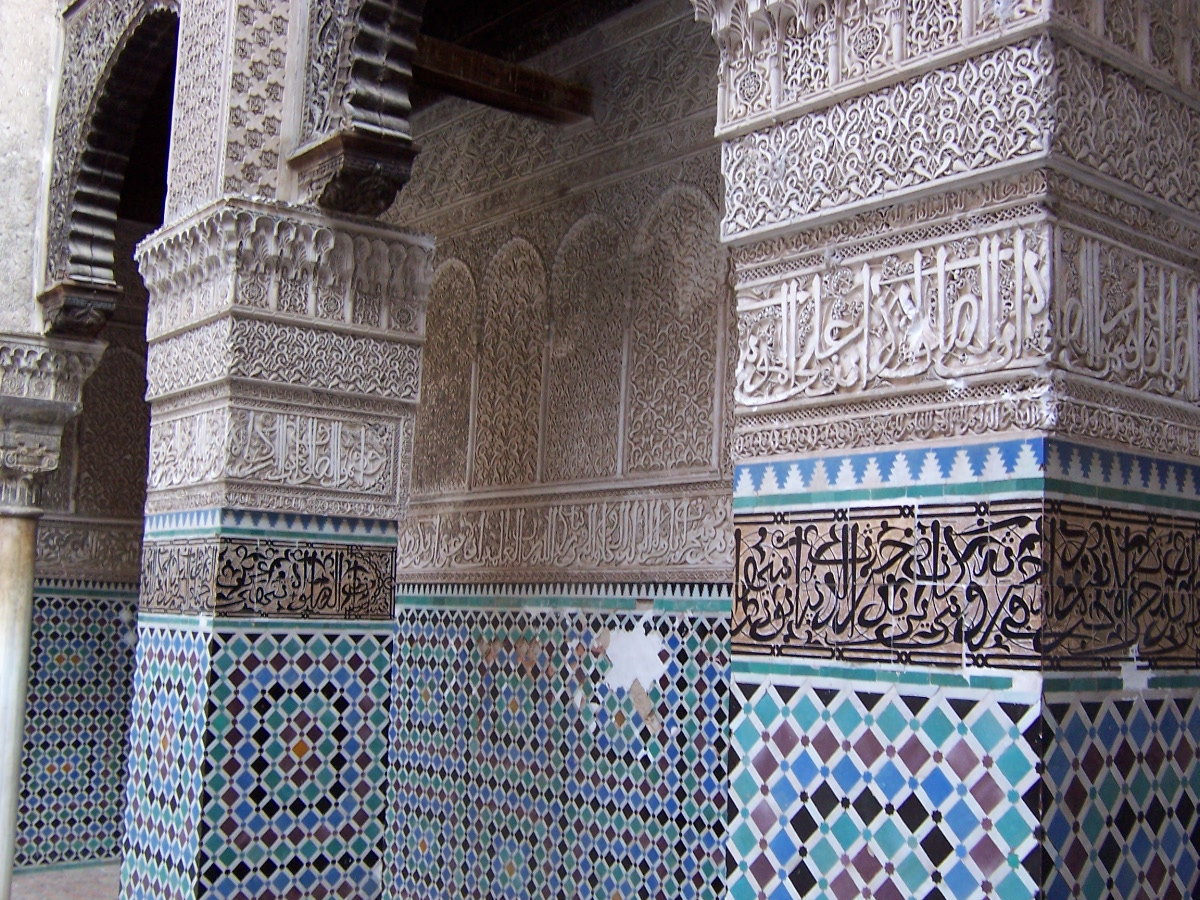
بهو مدرسة العطارين التي زاول بها أبو محلي دراسته بفاس.

نشأ أبو محلي في حجر والده الذي بذل مجهوده في تعليمه، كان خروجه لطلب العلم بفاس في حدود 980 هـ (1572/1573م) وهو يومئذ مراهق أو بالغ الحلم فأقام بمدرسة العطارين بفاس نحو خمس سنين إلى أن جاء النصارى إلى وادي المخازن فدهش الناس. استشار أخا من الطلبة فدله على الخروج إلى البادية حتى ينجلي نهار الأمن فخرج إلى كريكرة حيث حفظ الرسالة ولم يحصل بفاس إلا النحو ثم رجع إليها بعد هزيمة النصارى وولاية المنصور.

صاحب شيخه محمد بن مبارك الزعري من قبيلة زعير من عرب السوس بالمغرب الأقصى فبقى في صحبته نحو 18 سنة وما فارقه إلا عن أمره إذ هو الذي وجهه إلى سجلماسة قائلا له: 
ومن أشياخه كذلك الشيخ أبي العباس المنجور والشيخ أبي العباس السوداني والشيخ سالم السنهوري وغيرهم الكثير.

## إستقراره ببني عباس

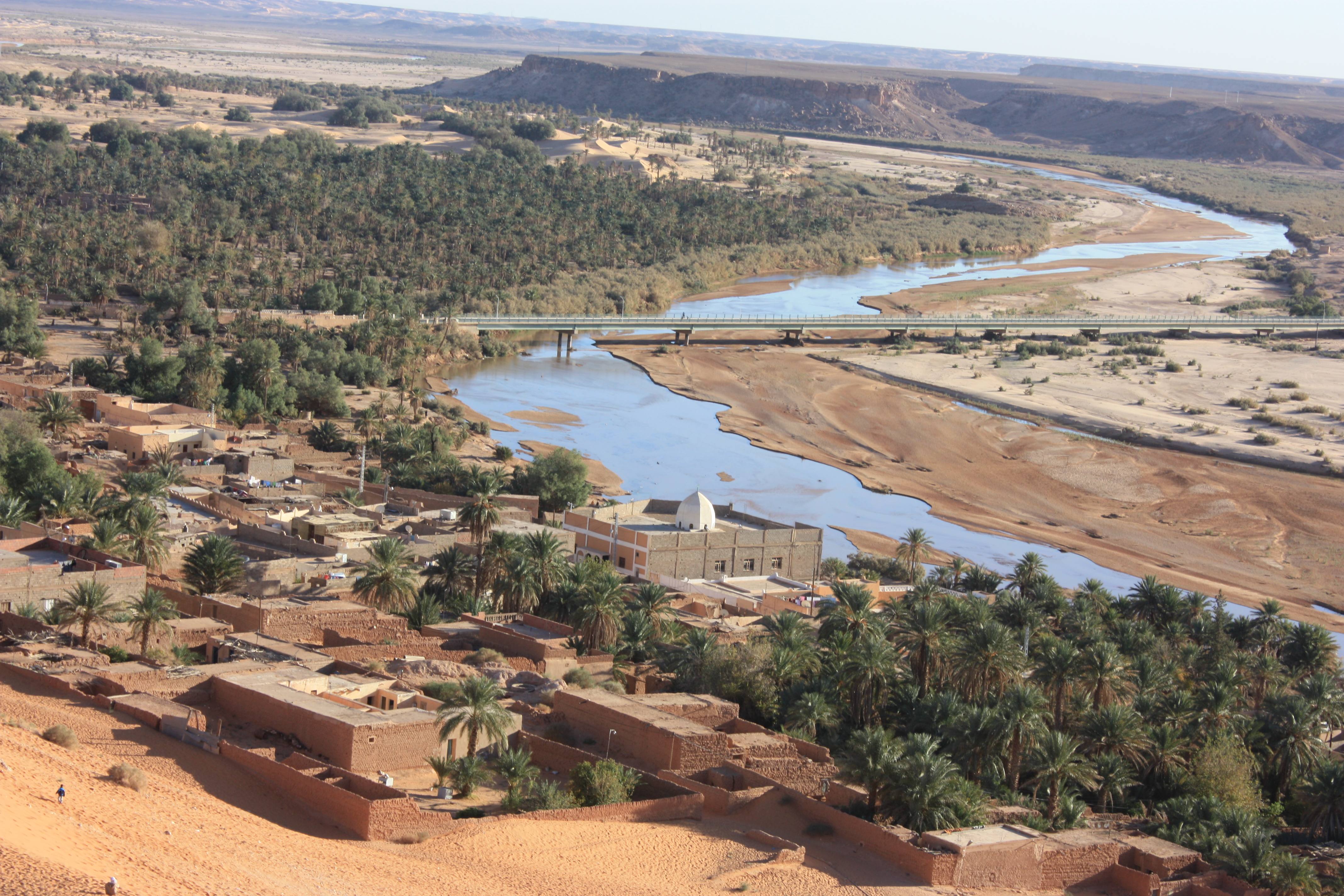
واحة بني عباس بالصحراء الجزائرية (دار هجرة ابن أبي محلي)

قرر ابن أبي محلي بعد رحلاته المتواصلة في طلب العلم الهجرة إلى مكان بعيد يمكنه من الخلوة للتعبد، وقد اختار لذلك بني عباس. وكان إستقراره بها سنة 1593 وقد أشار إلى أن سكانها كانوا من بني العباس بن عبد المطلب وهم في ذلك الزمان أولاد مهدي.
تزوج أبو محلي من ابنة الشيخ عبد الله بن الشيخ محمد بن شمس الدين العباسي شيخ بني عباس في زمانه وكان له منها ذرية. في نفس الفترة أنشأ أبو محلي بيت آخر له بقرى بني كومي ناحية وادي زوزفانة.
مكث حوالي ثلاث أشهر في بني عباس نوى بعدها أداء فريضة الحج (1001-1002 هـ) لكنه لم يدرك وقت الحج فاكتفى بالعمرة، في الطريق زار أبو محلي قبر عقبة بن نافع بناحية بسكرة وقبر سيدي هلال السوداني وزاوية الشيخ يحيى بن حمدون وقبر الشيخ زروق وتعرض للجوع والعطش بصحراء برقة حتى كاد يهلك فأكل عروق النباتات والجلود وشرب من ماء البحر لكن لصاً أكرمه فنجا.
زار بعدها الإسكندرية والسويس ثم دخل أرض الحجاز، بعد فراغه من أداء مناسك العمرة عاد مع الركب المغربي.
كانت لابن أبي محلي رحلة إلى فكيك حيث ختم على يد الشيخ أحمد بن أبي القاسم بن عبد الجبار الفجيجي صحيح البخاري في 20 دي الحجة 1008 هـ.

## رحلته إلى الحج

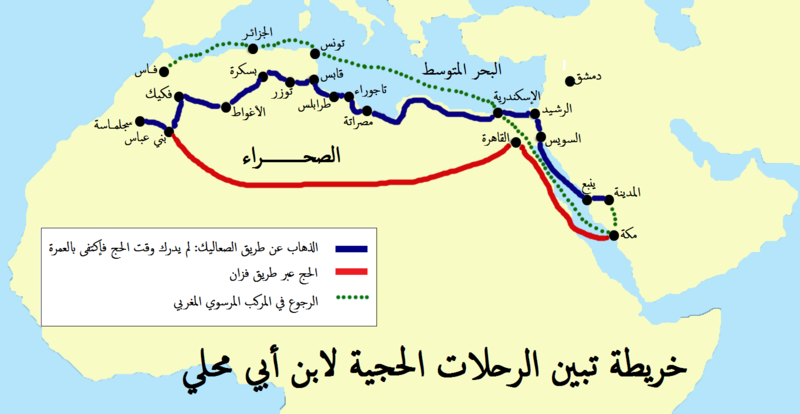
خريطة تبين الرحلات الحجية لابن أبي محلي.

عام (1013-1014 هـ) خرج ابن أبي محلي للمرة الثانية محرماً بالحج ولكن هذه المرة لم يسلك طريق الصعاليك بل سلك طريق فزان فمر في أوله بعد الانطلاق من بني عباس بكرزاز حيث كانت له افاعيل عجيبة بها ومناظرات مع علمائها أمثال الشيخ سيدي أحمد بن موسى وتلميذه الشيخ أمحمد بن جراد.
ذكر الكرزازي في المناقب المعزية عدة خوارق لأبن أبي محلي ثم كيف أن سيدي أحمد بن موسى تصدى له ثم بعد ذلك قال «فأجاب سيد أحمد أبو محلي سيد محمد اجراد على ما سمع منه من الرمز وتفرسه فيه واقراره له بالدرجة القصوى في المعرفة الربانية فقال له لو بقا ان نتخذ شيخاً لجعلتك شيخي يا بن اجراد ثم انصرفا عنه ورجعوا إلى شيخهم سيد أحمد بن موسى وأخبروه مجاله من حضوض النفس والرياسة مالا مزيد عليه فقال لهم الشيخ لا فايدة لنا في ملاقته فلم يخرج له ولم يره وبات عنده واكرمه هو وجنوده اكراما طيبا بأن بعث بغرارة من الشعير لعدة الخيول الذي معه وأوصى سيد أحمد الحداد أن يجعلها في مكان ويجعل المد في يديه لكل فرس مد فحين رءا بعض أصحاب سيد أحمد بو محلى تلك الغرارة قال لسيد أحمد الحداد هل لك من غير هذا شيئا فقال لا فقال لو كانت دواء في أعين الخيل لم تكفي إحمل متاعك أفضل لك فصار سيد أحمد الحداد ينادي بأعلى صوته يا أهل الخيل أقبلوا بخير لكم تأخذوا علف دوابكم فأقبلت الناس نحوه مدا لكل فرس حتى أتا على آخرهم وهم إلى السبعماية أقرب أخبرنا بذلك العدة الشيخ سيد محمد بن علي بن عبد الرحمان عن شيخه سيد محمد بن محمد وكذا أيضا الطعام قصعة واحدة وهي التي تسمى فريج كفت بحول الله وقوته تلك الجيوش ثم ارتحل قاصد الحرمين.» لكن أبو محلي ما ذكر ذلك في الإصليت ولم يشر للشيخ أمحمد بن جراد بأي مشيخة أو غيرها.
ثم اجتاز الصحاري ثم فزان وبرقة ليصل إلى القاهرة حيث قابل الكثير من مشائخه المشارقة على رأسهم شيخه سالم السنهوري الذي أخذ عنه رفقة عبد الواحد بن عاشر بالإضافة إلى الشيخ طه البحيري والشيخ أبو بكر الشنواني وغيرهم، ثم منها واصل رحلته إلى أرض الحجاز.

## تأسيس زاويته
بعد الحج رجع إلى الديار المغربية ونزل ببني عباس بوادي الساورة ثم تحول بجميع عياله إليها حيث أسس زاويته الشهيرة التي ألف بها أغلب كتبه.
جعلت شهرة ابن أبي محلي زاويته وبني عباس مقصد للكثير من العلماء والفقهاء على رأسهم الشيخ أبو عثمان سعيد الجزائري وأبو يعقوب يوسف الجزائري وأبو زيد عبد الرحمان بن سليمان البازي.

## ثورته ضد السلطان زيدان
كان نهوض أبو محلي وثورته ضد زيدان الناصر سلطان السعديين عام 1610 م وذلك من بني عباس (دار هجرته كما كان يسميها) في جيش قوامه 400 مقاتل حتى سجلماسة ثم 3000 بعد ذلك ومنها تتابعت انتصاراته حتى دخل مراكش في جيش قوامه 25000  بعد انضمام القبائل إليه. وقد أورد ذلك بالتفصيل أحمد بن خالد الناصري في كتابه الاستقصا لأخبار دول المغرب الأقصى تحت باب
نهوض ابن أبي محلي إلى سجلماسة ودرعة واستيلاؤه عليها ثم على مراكش بعدهما قائلاً:
««كان أبو العباس بن أبي محلي عفا الله عنه لما كثرت جموعه وانثال الناس عليه يصرح بوجوب القيام
بتغيير المنكر الذي شاع في الناس ويقول إن أولاد المنصور قد تهالكوا في طلب الملك حتى فنى الناس فيما بينهم وانتهبت الأموال وانتهكت المحارم فيجب الضرب على أيديهم وكسر شوكتهم ولما بلغه ما فعل الشيخ من إجلاء المسلمين عن العرائش وبيعها للعدو الكافر استشاط غضبا وأظهر انه غضب لله لا لشيء سواه فخرج يؤم سجلماسة وكان خليفة زيدان عليها يومئذ يسمى الحاج المير فخرج عامل زيدان لمصادمته وهو في نحو أربعة آلاف وابن أبي محلي في نحو أربعمائة فلما التقى الجمعان كانت الدبرة على جيش زيدان وأشاع الناس أن الرصاص يقع على أصحاب أبي محلي باردا لا يضرهم ونفخ الشيطان في هذه الفرية فسكنت هيبته في القلوب وتمكن ناموسه منه ولما دخل سجلماسة أظهر العدل وغَيَّر المناكر فأحبته العامة وقدمت عليه وفود أهل تلمسان والراشدية يهنئونه وفيهم الفقيه العلامة أبو عثمان سعيد الجزائري المعروف بقدورة شارح السلم وهو من تلامذة ابن أبي محلي كما ذكره في الأصليت ولما بلغ خبر الهزيمة إلى زيدان وانتهى إليه فلها جهز إليه من مراكش جيشا وأمر عليه أخاه عبد الله بن المنصور المعروف بالزبدة فسمع به أبو محلي فسار إليه فكان اللقاء بينهما بدرعة فوقعت الهزيمة على عبد الله بن المنصور ومات من أصحابه نحو الثلاثة آلاف فقوي أمر ابن أبي محلي واشتدت شوكته وجمع بين سجلماسة ودرعة وكان القائد يونس الأيسي قد هرب من زيدان لأمر نقمه عليه وقصد إلى أبي محلي فجاء معه يقوده ويطلعه على عورات زيدان ويهون عليه أمره وما زال به إلى أن أتى به إلى مراكش فبعث إليه زيدان جيشا كثيفا فهزمه أبو محلي وتقدم فدخل مراكش واستولى عليها وفر زيدان إلى ثغر آسفي وهم بركوب البحر إلى بر العدوة هكذا في النزهة وذكر الوزير البرتغالي في كتابه الموضوع في أخبار الجديدة إن نصارى الجديدة بعثوا إلى السلطان زيدان بمائتين من مقاتلتهم إعانة له على عدوه من غير أن يطلب منهم ذلك فلما وصلوا إليه أنف من الاستعانة بهم على المسلمين لكنه أحسن إليهم وأطلق لهم بعض أسراهم وردهم مكرمين هذا كلامه والحق ما شهدت به الأعداء وذلك هو الظن بزيدان رحمه الله»»
أما علماء فاس فلم يتخذ أي عالم منهم موقفا ظاهرا اتجاه أبو محلي ولكن بعضهم تمنى لو أن هذه الحركة تقوت ونجحت ليعرف وضع فاس وباديتها التغيير. وأيد أهل فاس فكرة المهدوية التي جاء بها أبو محلي.

## حكمه ودولته

### نشأة الدولة

خريطة تبين أقصى إمتداد لدولة ابن أبي محلي

بتواطئ من بعض رجال السلطان مولاي زيدان، دخل أبو محلي مراكش منتصرا فتوجه إلى دار الملك واستقر بها ودعي له في صلاة الجمعة بكل مساجد المدينة. أظهر أبو محلي العدل وأسس الدولة وإتخذ مراكش عاصمة له ومقر لحكمه.
لم يبعد أبو محلي الفقراء عن مجلسه بل كان يجالسهم ويسمع منهم. جاء في الإستقصا:
««ولما دخل أبو محلي قصر الخلافة بمراكش فعل فيه ما شاء وولد له هنالك مولود سماه زيدان ويقال إنه تزوج أم زيدان وبنى بها ودبت في رأسه نشوة الملك ونسي ما بنى عليه أمره من الحسبة والنسك وفي المحاضرات للشيخ اليوسي رحمه الله ما صورته وزعموا أن إخوانه من الفقراء ذهبوا إليه حين استولى على مراكش برسم زيارته وتهنئته فلما كانوا بين يديه أخذوا يهنئونه ويفرحون له بما حاز من الملك وفيهم رجل ساكت لا يتكلم فقال له ما شأنك لا تتكلم وألح عليه في الكلام فقال الرجل أنت اليوم سلطان فإن أمنتني على أن أقول الحق قلته قال له أنت آمن فقل فقال إن الكرة التي يلعب بها الصبيان يتبعها المائتان وأكثر من خلفها وينكسر الناس وينجرحون وقد يموتون ويكثر الصياح والهول فإذا فتشت لم يوجد فيها إلا شراويط أي خرق باليه ملفوفة فلما سمع ابن أبي محلي هذا المثل وفهمه بكى وقال رمنا أن نجبر الدين فأتلفناه انتهى»»
سك أبو محلي العملة ونقش على درهم ضرب معدن سنة 300هـ ثم على دينار ضرب أكتاوة (مدينة) سنة 1021هـ  الملك لله الواحد القهار وهو اقتباس من الآية 16 من سورة غافر ﴿يَوْمَ هُمْ بَارِزُونَ لَا يَخْفَى عَلَى اللَّهِ مِنْهُمْ شَيْءٌ لِمَنِ الْمُلْكُ الْيَوْمَ لِلَّهِ الْوَاحِدِ الْقَهَّارِ ۝١٦﴾ [غافر:16] كما نقش على ديناره عبارة خليفة الله الهاشمي القائم بأمر الله أبو العباس الفاطمي العباسي أيده الله.

### سقوط الدولة
لم تدم دولة ابن أبي محلي طويلاً ففي أقل من ثلاث سنوات استطاع زيدان الناصر أن يسقطه عن عرشه وذلك بعد إستنجاده بيحيى الحاحي وقد أدرجها صاحب كتاب الإستقصا تحت عنوان استصراخ السلطان زيدان بأبي زكرياء يحيى بن عبد المنعم الحاحي ومقتل أبي محلي رحمه الله قال:

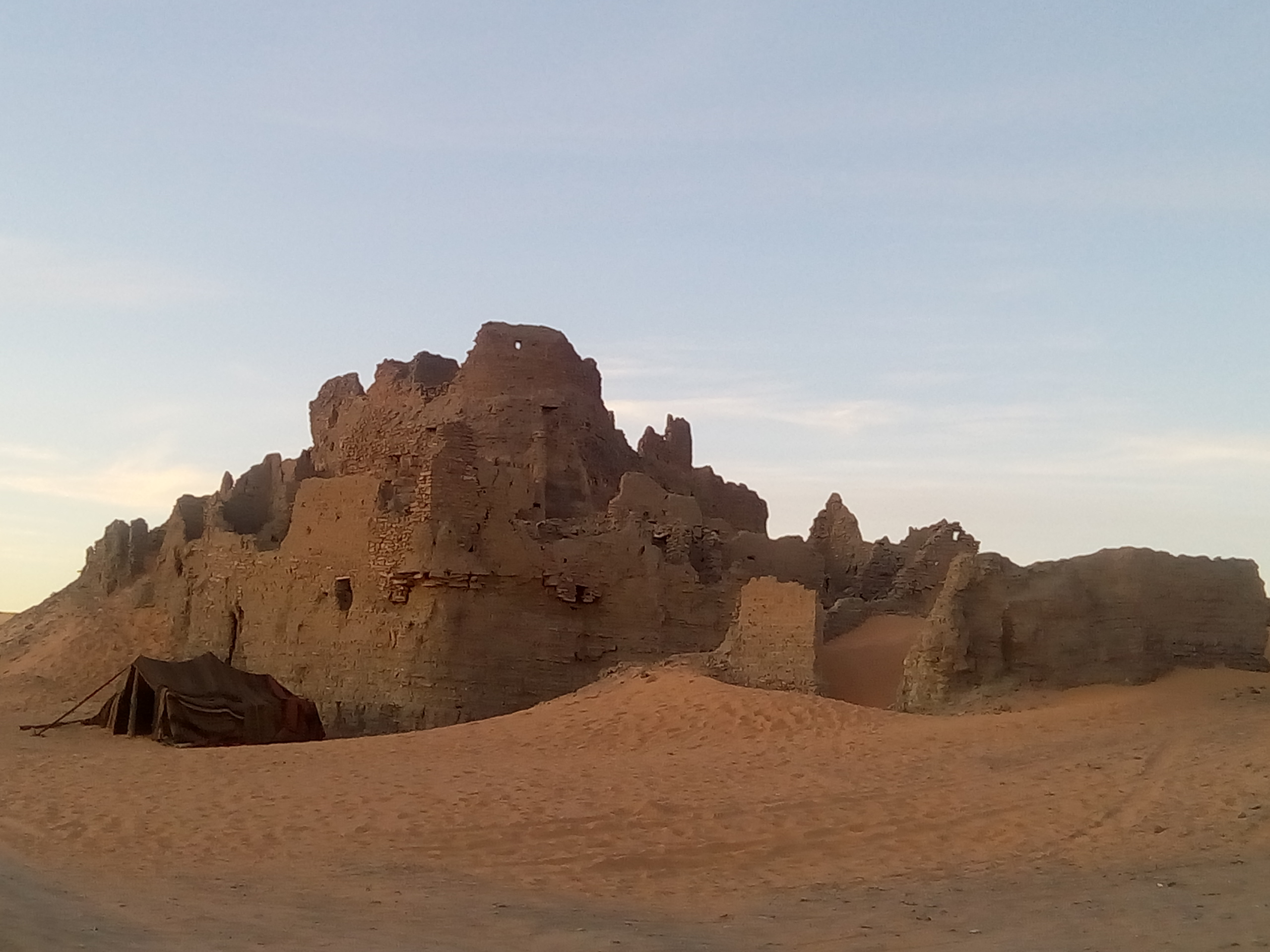
قصر أغلاد بناحية تيميمون وهو مهجور الآن

«لما التف الرعاع من العامة على أبي محلي وكثرت جموعه وعلم زيدان ضعفه عن مقاومته كتب إلى الفقيه أبي زكرياء يحيى بن عبد الله بن سعيد بن عبد المنعم الحاحي ثم الداودي مستغيثا به ثم وفد عليه بنفسه وكان يحيى بزاوية أبيه من جبل درن وله شهرة عظيمة بالصقع السوسي وله أتباع فأتاه السلطان زيدان وقال له إن بيعتي في أعناقكم وأنا بين أظهركم فيجب عليكم الذب عني ومقاتلة من ناوأني فلبي أبو زكرياء دعوته وحشر الجيوش من كل جهة وخرج يؤم مراكش في ثامن رمضان سنة اثنتين وعشرين وألف ولما انتهى إلى فم تانوت موضع على مرحلتين من مراكش كتب إليه أبو محلي بما نصه بسم الله الرحمن الرحيم من أحمد بن عبد الله إلى يحيى بن عبد الله أما بعد فقد بلغني أنك جندت وبندت وفي فم تانوت نزلت اهبط إلى الوطاء ينكشف بيننا الغطاء فالذئب ختال والأسد صوال والأيام لا تستقيم إلا بطعن القنا وضرب الحسام والسلام فأجابه يحيي بما نصه من يحيى بن عبد الله إلى أحمد بن عبد الله أما بعد فليست الأيام لي ولا لك إنما هي للملك العلام وقد أتيتك بأهل البنادق الأحرار من الشبانة ومن انتمى إليهم من بني جرار ومن أهل الشرور والبؤس من هشتوكة إلى بني كنسوس فالموعد بيني وبينك جيليز هنالك ينتقم الله من الظالم ويعز العزيز ثم زحف يحيى إلى مراكش في جموعه فنزل بقرب جيليز جبل مطل على مراكش وبرز إليه أبو محلي والتحم القتال بينهما فكانت أول رصاصة في نحر أبي محلي فهلك مكانه وانذعرت جموعه ونهبت محلته واحتز رأسه وعلق على سور مراكش فبقي معلقا هنالك مع رؤوس جماعة من أصحابه نحوا من اثنتي عشرة سنة وحملت جثته فدفنت بروضة الشيخ أبي العباس السبتي تحت المكتب المعلق هنالك عند المسجد الجامع وزعم أصحابه أنه لم يمت ولكنه تغيب قال اليفرني وحدثني من أثق به من أهل وادي الساورة أن فيهم إلى الآن من هو على هذا الاعتقاد»

## مصير أبنائه وأهله
بعد مقتل ابن أبي محلي في مراكش عام 1613 من قبل يحيى بن عبد الله في الحملة المضادة التي قادها زيدان الناصر شعر بنوه وأهله بالتهديد ما دفعهم إلى التخفي فأما أبنائه الذين تركهم خلفه في بني عباس فقرروا سنة 1620م (1029-1030هـ) الهجرة إلى أغلاد بناحية قورارة وكانو بذلك ثالث قبيلة تستقر بها وعرفوا هناك بأولاد بومحلي.
 أما بنو عمومته بزاوية القاضي فقد لجأوا إلى بني يخلف بوادي الساورة بعد التضييق الذي يكونون قد تعرضوا له ويعرفون هناك بـأولاد القاضي.

## مؤلفاته
من الملاحظ أن جل مؤلفات ابن أبي محلي كانت بين سنتي 1011 هـ و1019 هـ أي من وفات أحمد المنصور حتى قيامه من الساورة وقد استطاع أن يؤلف أكثر من الف صفحة في مدة وجيزة.
كما أنه أعطى لمؤلفاته عناوين تعبر عن تكوين شخصيته الصوفية، العسكرية، العقائدية والأخلاقية
- الوضاح: ذكره في الإصليت لكن لم يعثر عليه.[7]
- القسطاس المستقيم في معرفة الصحيح من السقيم: كتب في الشلالة بقصر عبد القادر السماحي 1011 هـ.
- إصليت الخريت في قطع بلعوم العفريت النفريت: كتب في بني عباس وادي الساورة أواسط شوال 1016 هـ. وللكتاب اسم آخر هو عذراء الوسائل وهودج الرسائل.[14]
- المنجنيق لرمي البدعي الزنديق: كتب في قرية بر بني جومي أواخر ربيع الثاني 1017 هـ ويسمى أيضاً منجنيق الصخور لهدم بناء شيخ الغرور ورأس الفجور
- السيف البارق مع السهم الراشق: آخر جمادى الأولى 1017 هـ.
- سم ساعة في تقطيع أمعاء مفارق الجماعة: كتب في بني عباس وادي الساورة 14 رجب 1017 هـ.
- مهراس رؤوس الجهلة المبتدعة ومدراس نفوس السفلة المنخدعة: كتب في بني عباس وادي الساورة 1018 هـ.
- أجوبة الخروبي:
- تهييج الأسد:
- سلسبيل الحقيقة والحق في سبيل الشريعة للخلق: كتب في بني عباس وادي الساورة 1018 هـ.

## إنتقادات وجهت إليه
- قال الشيخ أبو العباس أحمد التواتي: ««كان الفقيه أبو محلي في أول أمره فقيها صرفا ثم انتحل طريقة التصوف مدة حتى وقع على بعض الأحوال الربانية ولاحت له مخايل الولاية فانحشر الناس لزيارته أفواجا وقصدوه فرادى وأزواجا وبعد صيته وكثرت أتباعه قال فلما سمعت بذلك ذهبت إليه وجلست عنده إلى أن وجدته يشير إلى نفسه بأنه المهدي المعلوم المبشر به في صحيح الأحاديث فتركته وراء ونبذته بالعراء»»[15]
- قال الشيخ اليوسي عن إدعاء أبي محلي المهدوية: ««وممن ابتلي بها قريبا أحمد بن عبد الله بن أبي محلي التستاوتي خاض في الطريق حتى حصل له نصيب من الذوق وألف فيها كتابا يدل على ذلك ثم نزغت به هذه النزغة.»»[16]

## رأيه في بعض معاصريه
بعد تمدرسه على يده انقلب ابن أبي محلي على شيخه عبد القادر بن محمد ورماه بالشعوذة والبدع وألف في ذلك كتابيه «المنجنيق» و«الاصليت». ويمكن أن السبب يرجع للتواصل العلمي بين عبد القادر بن محمد وبين السلطان السعدي زيدان.